# Noppakao Dechaphatthanakun
 (octobre 2022).
La mise en forme du texte ne suit pas les recommandations de Wikipédia : il faut le « wikifier ».
Les points d'amélioration suivants sont les cas les plus fréquents. Le détail des points à revoir est peut-être précisé sur la page de discussion.
- Les titres sont pré-formatés par le logiciel. Ils ne sont ni en capitales, ni en gras.
- Le texte ne doit pas être écrit en capitales (les noms de famille non plus), ni en gras, ni en italique, ni en « petit »…
- Le gras n'est utilisé que pour surligner le titre de l'article dans l'introduction, une seule fois.
- L'italique est rarement utilisé : mots en langue étrangère, titres d'œuvres, noms de bateaux, etc.
- Les citations ne sont pas en italique mais en corps de texte normal. Elles sont entourées par des guillemets français : « et ».
- Les listes à puces sont à éviter, des paragraphes rédigés étant largement préférés. Les tableaux sont à réserver à la présentation de données structurées (résultats, etc.).
- Les appels de note de bas de page (petits chiffres en exposant, introduits par l'outil «  Source ») sont à placer entre la fin de phrase et le point final[comme ça].
- Les liens internes (vers d'autres articles de Wikipédia) sont à choisir avec parcimonie. Créez des liens vers des articles approfondissant le sujet. Les termes génériques sans rapport avec le sujet sont à éviter, ainsi que les répétitions de liens vers un même terme.
- Les liens externes sont à placer uniquement dans une section « Liens externes », à la fin de l'article. Ces liens sont à choisir avec parcimonie suivant les règles définies. Si un lien sert de source à l'article, son insertion dans le texte est à faire par les notes de bas de page.
- La présentation des références doit suivre les conventions bibliographiques. Il est recommandé d'utiliser les modèles {{Ouvrage}}, {{Chapitre}}, {{Article}}, {{Lien web}} et/ou {{Bibliographie}}. Le mode d'édition visuel peut mettre en forme automatiquement les références.
- Insérer une infobox (cadre d'informations à droite) n'est pas obligatoire pour parachever la mise en page.

Pour une aide détaillée, merci de consulter Aide:Wikification.
Si vous pensez que ces points ont été résolus, vous pouvez retirer ce bandeau et améliorer la mise en forme d'un autre article.
Noppakao Dechaphatthanakun (thaï : นพเก้า เดชาพัฒนคุณ  ; né le 9 septembre 1994), surnommé Kao (เก้า) est un acteur, mannequin et chanteur thaïlandais. Il est actuellement signé sous Channel 3. Il est surtout connu pour ses rôles dans Until We Meet Again (2019) et Lovely Writer: The Series (2021).

## Biographie

### Enfance et éducation
Noppakao Dechaphatthanakun est né le 9 septembre 1994 à Phayao. Il a obtenu un baccalauréat de l'Université de Rangsit à la Faculté des arts de la communication.

### Carrière

#### Acteur
En 2018, Noppakao a commencé à entrer dans l'industrie du divertissement par le biais d'auditions. Il était bien connu lors de "2MoonsAudition" pour être un acteur dans 2Moons: The Series. Cependant, il n'a pas réussi l'audition. Il a fait ses débuts la même année en tant que second rôle d' Athida dans Sapai Ka Fak, diffusé sur Channel 3. En 2019, Noppakao a été choisi pour Korn Ariyasakul dans Until We Meet Again et sa popularité a continué de croître rapidement après la diffusion de la série.
En 2021, il a été jumelé avec Poompat Iam-samang dans une nouvelle série BL Lovely Writer: The Series. La série a été adaptée d'un roman de et a été diffusée sur Channel 3. Plus tard, la série est sortie sur Channel 3 YouTube,. La série s'est terminée par un excellent retour du public.
En décembre 2021, il a été rapporté que Noppakao avait signé un contrat avec Channel 3,,.

#### Musique
En 2020, Noppakao a rejoint un projet spécial appelé "BOYFRIEND" et il était dirigé par le label GMM Grammy. Le 6 octobre 2020, il sort son premier single คิดได้ avec Sapol Assawamunkong dans le cadre du projet "BOYFRIEND",.

## Filmographie

### Film
- 2014 : Summer to Winter : Petite parti

### Télévision
- 2018 : Sapai Ka Fak : Athida
- 2019 : Until We Meet Again : Korn Ariyasakul
- 2021 : Lovely Writer: The Series : Noubsib / "Sib"
- Duangjai Taewaprom : ML Saruj Jutathep

## Discographie
- 2020 : คิดได้ avec Sapol Assawamunkong